# Bolesław Gołubiec
Bolesław Gołubiec (łot. Boļeslavs Golubecs; ur. 1 stycznia 1911 w Trubiłowie, zm. 22 lutego 1993 w Rydze) – działacz polonijny na Łotwie, przed II wojną światową pracownik Ambasady RP w Rydze.

## Życiorys
Przed wojną kształcił się w Państwowym Gimnazjum Polskim w Rzeżycy, odbył również studia historyczne na Uniwersytecie Warszawskim, następnie był pracownikiem Polskiej Ambasady w Rydze. Po wyjeździe w 1939 roku konsula Jerzego Kłopotowskiego opiekę nad Polakami na Łotwie przejęła Ambasada Wielkiej Brytanii. Tam zatrudniono miejscowych pracowników polskiej ambasady. Wśród nich znalazł się Bolesław Gołubiec. Po zajęciu Rygi przez Rosjan został wywieziony na Syberię. Po II wojnie światowej, aby zapobiec wynarodowianiu Polacy prowadzili tajne komplety na których uczyli kultury i języka polskiego. Wśród nich znaleźli się między innymi Bolesław Gołubiec i Julia Ostrowska. W 1978 roku Polacy przy Domu Kultury Budowlanych w Rydze zorganizowali Klub Przyjaźni Polsko–Radzieckiej Polonez w Domu Kulturyobecnie (2018) ryski Dom Kultury „Polonez". Założycielami byli: Vanda Puķe i Bolesław Gołubiec. Organizowano tu występy i koncerty w języku polskim. Edward Fiskowicz przy Klubie założył i prowadził zespół tańca „Polonez”, a Bolesław Gołubiec został pierwszym prezesem Klubu.  Zmarł w 1993 roku. Pochowany na cmentarzu św. Michała w Rydze. 

## Literatura
- Tomasz Otocki, Gołubiec, Bolesław, [w:] Zostali na Wschodzie. Słownik inteligencji polskiej w ZSRS 1945–1991 (red. nauk. Adam Hlebowicz), Instytut Pamięci Narodowej, Warszawa 2021, s. 233-236